# N. de Morera

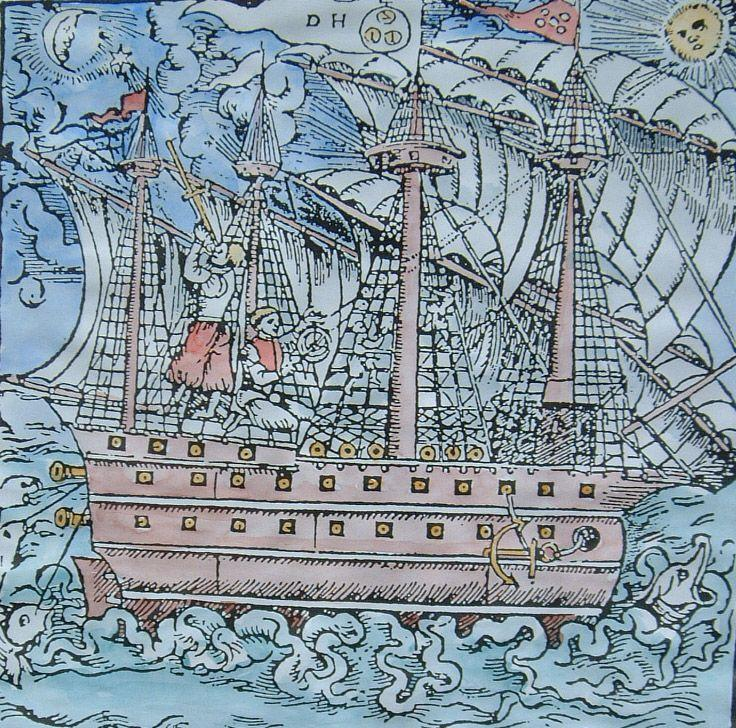
Piloto de altura,

N. de Morera, nombre que le atribuye su coetáneo Fray Juan de Torquemada y la mayoría de autores. Era un piloto europeo del que se dice fue abandonado, al encontrarse indispuesto, en Nueva Albión por Sir Francis Drake en 1579, volviendo, al recuperarse, andando hasta México (unas 500 millas).

## Primer europeo en ver la bahía de San Francisco
De ser ciertos los hechos, sería el primer europeo que vio la Bahía de San Francisco y probablemente quién estableció la incorrecta idea de que California era una isla.  En algunas referencias, no coetáneas, se le atribuye el nombre de "N. de Morena."